# Vittorio Cannaviello
Vittorio Cannaviello (Napoli, 25 febbraio 1906 – Canale di Sicilia, 12 agosto 1943) è stato un aviatore e militare italiano, pilota delle specialità bombardamento e aerosiluramento, partecipò alla seconda guerra mondiale dove si distinse particolarmente come comandante del 132º Gruppo Autonomo Aerosiluranti. Decorato di Croce di Cavaliere dell'Ordine militare di Savoia, di Medaglia d'oro alla memoria, di sei Medaglie d'argento, di due Croci di guerra al valor militare.

## Biografia
Nacque a Napoli il 25 febbraio 1906, frequentando quindi l'Istituto Nautico Duca degli Abruzzi della città natale, dove si diplomò capitano di lungo corso. Nel 1926 si arruolò nella Regia Marina come allievo ufficiale di complemento, ma nell'ottobre dello stesso anno presentò domanda di trasferimento presso la Regia Aeronautica. La sua domanda fu accettata, ed egli venne ammesso a frequentare il Corso Drago della Regia Accademia Aeronautica che aveva sede nella Reggia di Caserta.
Il 1º ottobre 1928 fu nominato sottotenente pilota in servizio permanente effettivo, poi tenente, ed ottenne il brevetto di pilota d'aeroplano nel corso del 1930. Nel settembre 1935 fu promosso capitano, assegnato al 13º Stormo Bombardamento Terrestre. Passò quindi a militare nel 10º e poi nel 12º Stormo B.T., per divenire quindi insegnante presso la Scuola centrale di pilotaggio. Nel marzo del 1937 sposò Dorotea Obradovich, una signorina austriaca di Pola, dalla quale ebbero due figli.
Nel luglio dello stesso anno partì volontario per la guerra di Spagna, operando sui cieli spagnoli dal 3 luglio al 13 marzo 1938, al comando di una squadriglia da bombardamento. Durante la sua permanenza in Spagna venne decorato con due Medaglie d'Argento al valor militare, oltre a ricevere un encomio solenne e svariate decorazioni spagnole. Rientrato dalla Spagna andò quasi subito in Ungheria, operando in terra magiara come istruttore della specialità bombardamento della locale aeronautica, dal 1º settembre 1938 al 14 maggio 1939.

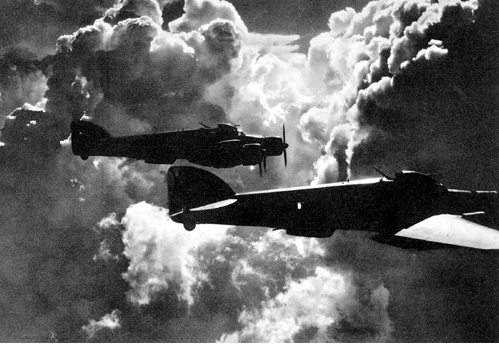
Due bombardieri S.79 Sparviero ripresi in volo.

L'entrata in guerra dell'Italia, il 10 giugno 1940, lo vide comandante, con il grado di maggiore, del 34º Gruppo B. T. stanziato all'Aeroporto di Comiso in seno all'11º Stormo Bombardamento. Poco dopo lo scoppio delle ostilità il 34º Gruppo fu trasferito ad operare nel settore dell'Egeo. Il 4 luglio guidò una formazione di 10 bombardieri Savoia-Marchetti S.79 Sparviero in un'incursione su Alessandria d'Egitto. Il suo velivolo fu pesantemente colpito dalla reazione contraerea inglese e dai Gloster Gladiator del No. 80 Squadron della Royal Air Force basato ad Amreya (Alessandria d'Egitto), e rientrò all'Aeroporto di Gadurrà con due morti e feriti a bordo il motorista Serg. Magg. Dante Zirioli ed il marconista 1º Aviere Vincenzo Dragone. Due membri dell'equipaggio, il capitano Ugo Pozza e il sergente maggiore Armando Di Tullio, furono decorati con la Medaglia d'oro al valor militare alla memoria ed il Maresciallo secondo pilota Giuseppe Fugaroli della Medaglia di bronzo al valor militare.
Nel maggio 1941 fece domanda di transitare presso la nuova specialità degli aerosiluranti, andando in azione già il 23 dello stesso mese, nel corso di un'azione a sud di Creta. Nel febbraio 1942, ormai tenente colonnello, assunse il comando del 2º Nucleo Addestramento Aerosiluranti di Napoli-Capodichino.
Tra l'11 ed il 13 agosto prese parte valorosamente alla Battaglia di mezzo agosto, ma nel dicembre dello stesso anno fu destinato alla Stato Maggiore della Regia Aeronautica. Nella primavera del 1943 fu destinato ad operare come addetto aeronautico presso la Legazione italiana di Belgrado, ma visto il precipitare degli eventi bellici fece richiesta di essere assegnato nuovamente alle unità da combattimento.
Quando la Sicilia fu invasa rientrò in azione aggregato al 132º Gruppo Autonomo Aerosiluranti di stanza a Littoria. Il 12 agosto trovò la morte nel corso di un'azione contro unità nemiche operanti nelle acque siciliane, nel settore Palermo, Trapani e il canale di Sicilia. nessuno dei tre aerei entrati in azione rientrò alla base, e di essi non si seppe più nulla. Alla sua memoria fu concessa la Medaglia d'oro al valor militare.
La Medaglia d'oro alla memoria fu l'ultima di altre onorificenze: 6 medaglie d'argento e due croci di guerra al V.M., conferitegli in precedenti azioni di guerra, e anche l'onorificenza di Cavaliere dell'Ordine militare di Savoia, conferitogli il 12 gennaio 1942.  Fu uno degli aviatori italiani più decorati di tutti i tempi. Nel 2003 gli fu intitolata la Sezione dell'Associazione Arma Aeronautica di Vallo di Diano (SA), e con il suo nome gli sono state intitolate vie in alcune importanti città italiane come Fiumicino e Brindisi.

### Annotazioni
1. ↑  All'atterraggio gli avieri contarono sull'aereo ben 150 buchi di vario genere.

### Fonti
1. 1 2 3  Mattioli 2013, p. 32.
2. ↑  Bianchi, Maraziti 2014, p. 104.
3. 1 2 3 4 5  Ufficio Storico dell'Aeronautica Militare 1969, p. 143.
4. 1 2 3 4 5  Mattioli 2013, p. 33.
5. 1 2 3 4 5  Mattioli 2013, p. 34.
6. ↑  Håkan Gustavsson, Ludovico Slongo, Desert Prelude, Early Clashes June-November 1940, Stratus s.c. 2010 - ISBN 978-83-894-5052-4.
7. 1 2  Mattioli 2013, p. 35.
8. 1 2 3 4 5 6  Mattioli 2013, p. 36.
9. ↑  Unia 1974, pp. 294-295.
10. ↑  Ufficio Storico dell'Aeronautica Militare1969, p. 65.
11. ↑  Sito web del Quirinale: dettaglio decorato.
12. ↑  Bollettino Ufficiale 1941, dispensa 25ª, registrato alla Corte dei Conti addì 15 settembre 1941-XIX, registro n.6 Aeronautica, foglio n.251.
13. ↑  Bollettino Ufficiale 1940, dispensa 32ª, registrato alla Corte dei Conti addì 6 maggio 1941-XIX, registro n.25 Aeronautica, foglio n.88.
14. ↑  Bollettino Ufficiale 1943, supplemento n.8, pagina 29, registrato alla Corte dei Conti addì 9 agosto 1943, registro n.2 Aeronautica, foglio n.473.
15. ↑  Registrato alla Corte dei Conti addì 7 ottobre 1947, registro n.4 Aeronautica, foglio n.27.
16. ↑  Bollettino Ufficiale 1942, dispensa 49ª,, registrato alla Corte dei Conti addì 5 marzo 1943, registro n.17 Aeronautica, foglio n.218.
17. ↑  Gazzetta Ufficiale del Regno d'Italia n.277 del 27 novembre 1940.

### Periodici
- Fabio Bianchi, Antonio Marazziti, Gli aerosiluranti italiani 1940-1945. I reparti, le macchine, le imprese, in Storia Militare Dossier, n. 14, Parma, Ermanno Albertelli Editore, giugno 2014.
- Marco Mattioli, Tre destini per un sacrificio, in Aerei nella Storia, n. 93, Parma, West-Ward Edizioni, dicembre-gennaio 2013,  pp. 32-36, ISSN 1591-1071.